# Sonseca
Sonseca est une commune d'Espagne de la province de Tolède dans la communauté autonome de Castille-La Manche.

## Administration

### Maires de Sonseca
| Mandat          | Maire | Maire                            | Parti |
| --------------- | ----- | -------------------------------- | ----- |
| 1979-1983       |       | Vicente Sánchez Romero           | CPLD  |
| 1983-1987       |       | Juan Francisco Martín Ayuso      | PSOE  |
| 1987-1991       |       | Román Rojas Gómez                | PSOE  |
| 1991-1995       |       | Antonio Cerrillo Fernández       | PSOE  |
| 1995-13/12/1998 |       | Antonio Cerrillo Fernández       | PSOE  |
| 13/12/1998-1999 |       | Juan Carlos Palencia Sánchez     | PSOE  |
| 1999-2003       |       | Juan Francisco Martín Ayuso      | PSOE  |
| 2003-2007       |       | Juan Francisco Martín Ayuso      | PSOE  |
| 2007-2011       |       | José Millán Álvarez de la Cuerda | PP    |
| 2011-2015       |       | Francisco José García Galán      | PSOE  |
| 2015-2019       |       | Juan Carlos Palencia Sánchez     | PSOE  |
| 2019-           |       | Sergio Mora Rojas                | PSOE  |

## Personnalité liée à la commune
- Fernando Morientes est originaire de Sonseca.